# Kap J. A. D. Jensen
Kap J. A. D. Jensen är en udde i Grönland (Kungariket Danmark).   Den ligger i kommunen Sermersooq, i den sydöstra delen av Grönland, 1 100 km öster om huvudstaden Nuuk.
Terrängen inåt land är kuperad. Havet är nära Kap J. A. D. Jensen åt sydost.  Det finns inga samhällen i närheten.